# Gura Râului
Gura Râului es una comuna ubicada en el distrito de Sibiu, Rumania.

## Superficie
Posee una superficie de 105,5 kilómetros cuadrados.

## Demografía
Hasta 2021 la población era de 3522 habitantes, con una densidad de población de 33,40 habitantes por kilómetro cuadrado.